# AHS Centaur
Pour les articles homonymes, voir AHS et Centaur.
L’Australian Hospital Ship Centaur ou AHS Centaur  est un navire-hôpital australien de la Seconde Guerre mondiale attaqué et coulé par un sous-marin japonais au large du Queensland le 14 mai 1943 lors des opérations de l'Axe dans les eaux australiennes. Parmi les 332 membres du personnel médical et les civils présents à bords, 268 trouvent la mort, dont 11 des 12 infirmières présentes à bord.
Le navire est de construction écossaise. Il est lancé en 1924. Il mesure 96 m de long et déplace 3 200 t. Il est conçu pour être un « mixe » entre un paquebot et un navire frigorifique et navigue sur la route commerciale allant de l'Australie occidentale à Singapour via l'Indonésie. Il achemine alors des passagers, du fret et du bétail. Lorsque la Seconde Guerre mondiale éclate, le navire est réquisitionné par l’amirauté britannique, et après avoir servi en tant qu’équipement défensif, il est autorisé pour continuer le service actif. En novembre 1941, il porte secours aux rescapés de la bataille entre le HMAS Sydney et le Kormoran. En octobre 1942, le Centaur est affecté à la côte Est de l’Australie, et est utilisé comme transporteur de matériel militaire vers la Nouvelle-Guinée.
En janvier 1943, le Centaur est placé sous le commandement de l’armée Australienne en vue de sa conversion en navire-hôpital, puisque la faible taille du navire lui permet de naviguer dans les eaux du Monde malais. La conversion comporta l’installation de matériel médical et la peinture du navire avec les Croix Rouges et est achevée en mars 1943. Il effectue alors un voyage d’essai en transportant des blessés de Townsville jusqu’à Brisbane, puis de Port Moresby à Brisbane. Après s’être ravitaillé à Sydney, le Centaur embarque les troupes de la 2/12th Field Ambulance (en) et le 12 mai 1943.
Peu avant la tombée de la nuit, le 14 mai 1943, alors qu'il effectue son second voyage sur cette ligne, il est torpillé et coulé par un sous-marin de la marine impériale japonaise au large de l'île Stradbroke-Nord dans le Queensland. La majeure partie des personnes à bord meurent durant l'attaque ; les 64 rescapés doivent attendre 36 heures avant d'être secourus. Cette attaque provoque d'importantes réactions dans l'opinion publique, car elle est considérée comme constituant un crime de guerre au regard de la seconde conférence de La Haye. Les gouvernements britannique et australien adressent des réclamations au Japon et des efforts sont effectués afin de dégager des responsabilités de manière que les coupables soient jugés pour crime de guerre. Malgré cela, ce n'est que dans les années 1970 que l'identité de l'attaquant, le sous-marin d'attaque japonais I-177, est rendue publique.
La raison de l'attaque demeure inconnue et les éléments entourant l'attaque demeurent controversés. Certaines théories expliquent que le Centaur ne respectait pas les conventions internationales qui auraient dû le protéger, d’autres avancent que le commandant du I-177 était conscient qu’il s’agissait un navire-hôpital. La découverte de l’épave fut annoncée en 1995, mais en 2003 il est prouvé que l’épave était celle d’un autre navire. Ce n’est que le 20 décembre 2009 que l’épave du Centaur est localisée.

## Conception et construction

### Conception originale
Au début de l’année 1923, la Ocean Steamship Company (une filiale de la Blue Funnel Line (en) d’Alfred Holt) décida qu’un nouveau navire devait remplacer le bateau vieillissant Charon qui effectuait la route commerciale de l’Australie occidentale jusqu’à Singapour. Le Charon était capable de transporter à la fois des passagers, du fret et des vivres. Il était aussi capable de reposer sur les vasières hors de l’eau puisque la variation de la marée dans les ports de l'extrémité nord de l'Australie occidentale est de 8 mètres.
La Scotts Shipbuilding and Engineering Company basée à Greenock fut choisi pour construire le Centaur. La quille du bateau fut posée le 16 novembre 1923, et le navire fut prêt pour la collecte le 29 août 1924. Construit pour un cout de 146 750 livres, le Centaur fut conçu pour transporter 72 passagers, et 450 bestiaux,. Le transport de marchandise était organisé en 4 cales : les deux ponts au sein de la coque étaient prioritairement utilisés pour les vivres, mais ils pouvaient aussi être utilisé comme un espace de chargement supplémentaire,. La coque du bateau était de conception « Turret-deck » ; les ponts en dessous de la ligne de flottaison sont plus larges que ceux situés sous l’eau, avec une quille plate pour que le bateau puisse reposer sur les hauts-fonds. Le Centaur fut l’un des premiers navires civils à être équipé d’un moteur diesel. L’une de ses caractéristiques la plus visible fut sa cheminée de 11 mètres de haut. Cette grande taille fut davantage un usage traditionnel plutôt qu’un avantage pratique des navires propulsés à l’aide d’un moteur diesel. Son moteur était un moteur diesel à quatre temps de six cylindres. Ces cylindres étaient de 64 cm de diamètre et de 135 cm de haut. Le moteur fut construit par l’entreprise Danoise Burmeister & Wain. Une des cales fut équipée d’un équipement frigorifique. Le réfrigérant était de la saumure et l’isolation était faite à partir de liège. Le réfrigérateur avait une capacité de 35 mètres cubes

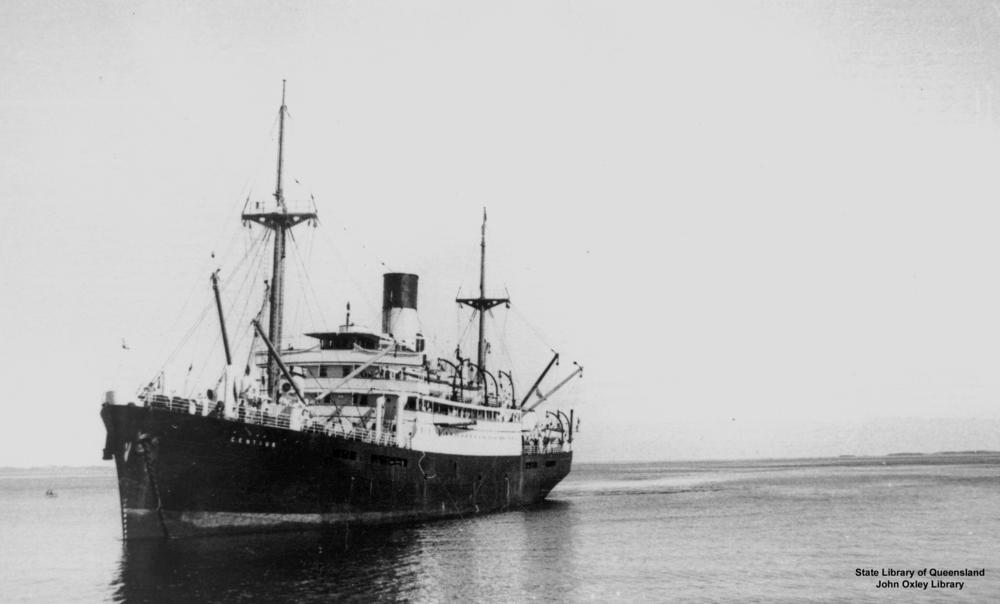
Le MV Centaur

Durant le mois de décembre 1939, le Centaur a subi une réparation mineure à Hong Kong, avec un nouveau compresseur monté sur le moteur et une nouvelle hélice. Le compresseur cassa en avril 1942, et ne put être réparé à cause des restrictions imposées par la Seconde Guerre Mondiale.

### Conversion en navire-hôpital
Au début de l’année 1943, le Centaur fut mis à la disposition du département de la défense australienne pour sa conversion en navire-hôpital. La conversion fut faite par l’United Ship Services de Melbourne pour un coût initialement estimé à 20 000 livres australiennes.
Le coût a augmenté de près de 55 000 livres australiennes, pour diverses raisons. Il fut initialement prévu que le bateau voyage entre les ports de Nouvelle-Guinée et Townsville.
Le nombre croissant de blessés lors de la Campagne de Nouvelle-Guinée signifie que les hôpitaux de Queensland ne pourront pas faire face ni à la quantité de blessés, ni à la nature de leurs blessures. Et donc la prise en charge des blessés nécessite un trajet plus long vers Sidney.
L'armée a demandé que des aménagements supplémentaires seront ajoutés aux plans originaux, par exemple des toilettes élargies, des laveries, de l'eau chaude à la disposition de toutes les parties du navire, et une ventilation adaptée aux conditions tropicales.
Les syndicats représentant l'équipage du navire, ont demandé l’amélioration des conditions de vies et de repas, en incluant de nouveaux éviers dans les cuisines, et en remplaçant le revêtement du sol dans les quartiers et les réfectoires.

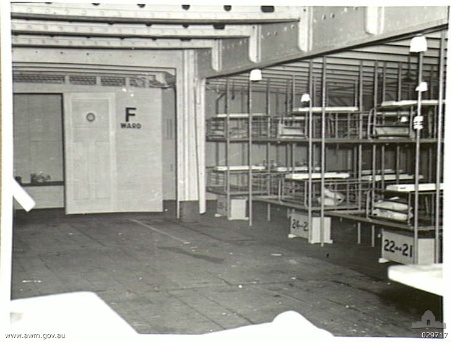
Une des salles du Centaur peu de temps après sa conversion en navire-hôpital

Lorsque le AHS Centaur fut relancé le 12 mars 1943, elle fut équipée d'une salle d'opération, d’un dispensaire, de deux quartiers (situés sur les anciens ponts réservés au bétail), et d’un cabinet dentaire, ainsi que des quartiers pouvant accueillir soixante-quinze membres d'équipage et soixante-cinq membres permanent du personnel médical,. Pour maintenir le tirant d'eau du bateau à 6,1 m, 900 tonnes de minerai de fer ont été ajoutés dans les cales pour servir de lest. L’AHS Centaur est capable d’effectuer des voyages d’une durée de 18 jours sans réapprovisionnement et contenait plus de 250 lits.

## Carrière

### De 1924 jusqu'à 1938
Le Royaume-Uni a attribué au Centaur le numéro officiel 147275 et le Code Lettres KHHC. Son port d'attache était Liverpool. Lorsque le Centaur entre en service à la fin de l'année 1924, la route commerciale Fremantle-Java-Singapour était desservie par deux autres navires de la compagnie Blue Funnel Line (en) : le Gorgon (qui est resté en service jusqu'en 1928) et le Charon (remplacé par le Centaur).
La route du Centaur commence à partir de Fremantle jusqu'à la côte occidentale australienne en s'arrêtant à Geraldton, Carnarvon, Onslow, Point Samson (en), Port Hedland, Broome et Derby. Ensuite la route continue vers le détroit de Bali, en s’arrêtant à Surabaya, Semarang, Jakarta, et Singapour.
Le Centaur est exploité à la fois comme un navire de commerce non affecté à une ligne régulière et un navire de charge ; le navire voyage sur un itinéraire défini, mais les arrêts dans les ports varie entre les voyages.
À partir de l'année 1928 jusque dans le courant des années 1930, le Centaur est resté seul sur sa route, mais l'augmentation du commerce sur cette route a incité la Blue Funnel Line (en) à y ajouter le Gorgon et à ré-affecter de nouveau le Charon pour travailler aux côtés du Centaur.
À la suite du changement du Code Lettres (en) en 1934, le Centaur a reçu le Code Lettres (en) GMQP.
Le fait marquant de la carrière d'avant-guerre du Centaur est le sauvetage du baleinier japonais Kyo Maru II de 385 tonnes en novembre 1938. Le Kyo Maru II développa des problèmes de chaudière en revenant de l'Antarctique et dériva vers l'archipel Houtman Abrolhos, où il risquait d'être détruit par les récifs de la région. Le Centaur répondit au signal de détresse et remarqua le Kyo Maru II jusqu'à Geraldton.

### De 1939 jusqu'à 1942
En 1939, le Parlement du Royaume-Uni incorpora le Centaur à la Marine Marchande Britannique (en), en réponse à la déclaration de guerre.
Le 3 septembre 1939, après le déclenchement de la Seconde Guerre mondiale, le Centaur était équipé d'un canon naval Mark IX au niveau de la poupe, de deux mitrailleuses Vickers sur chaque flanc. Il fut également équipé à bâbord et à tribord d'un paravane et d'un équipement de démagnétisation. L'armement fut retiré lors de sa conversion en navire-hôpital bien que les contre-mesures anti-mines sont restées.
Initialement, le Centaur resta en service sur sa route commerciale d'origine.
Le 26 novembre 1941, un canot de sauvetage endommagé transportant 62 marins de la Kriegsmarine a été repéré par un avion à la recherche du croiseur HMAS Sydney disparu ; l'avion dirigea le Centaur jusqu'à l'embarcation de sauvetage. En rencontrant le canot de sauvetage, la nourriture fut distribuée à ses occupants, et une personne fut autorisée pour monter à bord afin d'expliquer la situation. Se présentant initialement comme étant un officier de la marine marchande norvégienne, l'homme révéla rapidement qu'il était le premier officier du croiseur auxiliaire allemand Kormoran et que le canot de sauvetage contenait des survivants allemands (dont le capitaine Theodor Detmers (en)) de la bataille entre le Sydney et le Kormoran qui a eu lieu sept jours plus tôt.

## Epave
Après la Seconde Guerre mondiale, plusieurs recherches dans les eaux autour des îles North Stradbroke et Moreton n'ont pas permis de localiser Centaur. On pensait qu'il avait coulé au large du bord du plateau continental, à une profondeur à laquelle la Marine royale australienne n'avait pas la capacité de rechercher un navire de la taille de Centaur . Certaines parties pensaient également que le point de naufrage calculé par Rippon était inexact, que ce soit intentionnellement ou par erreur .
Plusieurs points ont été incorrectement identifiés comme étant l'endroit où le Centaur a coulé. Le premier se trouve dans le rapport de situation du journal de guerre sur le naufrage du navire-hôpital, qui donne 27° 17′ S, 154° 05′ E, 7 milles marins (13 km ; 8,1 mi) à l'est de la position de Rippon. Selon Milligan et Foley, cela s'est probablement produit parce qu'une distance estimée à 50 milles marins (93 km) de Brisbane, incluse comme cadre de référence, a été interprétée littéralement. En 1974, deux plongeurs ont affirmé avoir trouvé le navire à environ 40 milles nautiques (74 km) à l'est de Brisbane, par 60 mètres de fond, mais n'ont pas révélé sa position exacte . Les tentatives de relocalisation du site entre 1974 et 1992 ont échoué, un associé des plongeurs affirmant que la marine avait détruit l'épave peu après sa découverte.

### La revendication de Dennis
En 1995, il a été annoncé que le naufrage du Centaur avait été localisé dans des eaux situées à 9 milles nautiques (17 km) du phare de l'île Moreton, à une distance importante de sa dernière position présumée. La découverte a été rapportée sur A Current Affair, au cours de laquelle des images du naufrage, à 170 mètres (560 pieds) sous l'eau, ont été montrées. Le découvreur Donald Dennis a affirmé que l'identité de l'épave avait été confirmée par la marine, le Queensland Maritime Museum et le Mémorial australien de la guerre. Une recherche superficielle effectuée par la marine a confirmé la présence d'une épave à l'endroit donné, qui a été classée comme tombeau de guerre et ajoutée aux cartes de navigation par le Bureau hydrographique australien.
Au cours des huit années suivantes, le doute grandit quant à la position de l'épave de Dennis, en raison de la distance entre le point de naufrage calculé par le second officier Rippon et l'endroit où le USS Mugford a trouvé les survivants. Deux plongeurs d'épaves, Trevor Jackson et Simon Mitchell, ont utilisé le lieu pour une plongée record de quatre heures le 14 mai 2002, au cours de laquelle ils ont examiné l'épave et pris des mesures, affirmant que le navire était trop petit pour être le Centaur. Jackson étudiait le Centaur depuis un certain temps et pensait que l'épave était en fait un autre navire beaucoup plus petit, le MV Kyogle, un cargo de 55 mètres de long (180 pieds), acheté par la Royal Australian Air Force et coulé lors d'un bombardement le 12 mai 1951. Les faits recueillis lors de la plongée n'ont pas été concluants, mais les plongeurs sont restés persuadés que ce n'était pas le Centaur et ont transmis cette information à Nick Greenaway, producteur du magazine 60 Minutes.
Le jour du 60e anniversaire du naufrage, 60 Minutes a publié un reportage démontrant que l'épave n'était pas un Centaure. Il a été révélé que personne au Queensland Maritime Museum n'avait encore vu les images de Dennis, et lorsqu'elles ont été montrées au président du musée Rod McLeod et à l'historien maritime John Foley, ils ont déclaré que le naufrage ne pouvait pas être un Centaure en raison d'incohérences physiques, comme un mauvais gouvernail. À la suite de cette histoire, et d'autres publiées à peu près à la même époque dans les journaux, la Marine envoya trois navires inspecter le site sur une période de deux mois ; les navires HMA Hawkesbury, Melville et Yarra, avant de conclure que l'épave était incorrectement identifiée comme étant le Centaur.

### Découverte
En avril 2008, après la découverte du HMAS Sydney, plusieurs parties ont commencé à demander que le Centaur fasse l'objet d'une recherche spécifique. Fin 2008, le gouvernement fédéral australien et celui de l'État du Queensland ont formé un comité conjoint et ont versé chacun 2 millions de dollars australiens pour la recherche, et des appels d'offres pour la fourniture d'équipements (y compris le navire de recherche, les systèmes de sonar à balayage latéral et un submersible d'inspection télécommandé) ont été ouverts en février 2009 et attribués au cours de l'année,,. Les recherches, menées depuis le Seahorse Spirit, navire des services maritimes de la défense, et supervisées par le chasseur d'épaves David Mearns, ont débuté le week-end des 12 et 13 décembre 2009. La zone de recherche initiale au large du cap Moreton couvrait 1 365 kilomètres carrés, l'équipe de recherche ayant eu 35 jours pour localiser et filmer l'épave avant l'épuisement des fonds,.
Six cibles sonar de dimensions similaires à celles du Centaur ont été localisées entre le 15 et le 18 décembre : comme aucun des contacts ne correspondait complètement au navire-hôpital, l'équipe de recherche a choisi de profiter des conditions météorologiques favorables et de continuer à enquêter sur la zone avant de retourner sur chaque site et de faire une inspection détaillée avec un sonar à plus haute résolution. Dans l'après-midi du 18 décembre, le poisson remorqué par le sonar s'est séparé du câble et s'est perdu par 1 800 mètres de fond, ce qui a obligé à utiliser le sonar à haute résolution pour compléter la recherche dans la zone. Après avoir inspecté les cibles potentielles, Mearns et l'équipe de recherche ont annoncé le 20 décembre qu'ils avaient trouvé le Centaur ce matin-là.
L'épave a été retrouvée à la position géographique de 27° 16,98′ S, 153° 59,22′ E (30 milles nautiques (56 km) à l'est de l'île de Moreton, et moins de 1 mille nautique (1,9 km) des coordonnées de Rippon), reposant à 2 059 mètres (6 755 pieds) sous le niveau de la mer dans un ravin aux parois abruptes, large de 150 mètres et profond de 90 mètres. Après être retournée sur la côte pour Noël et avoir installé un véhicule télécommandé (ROV) à bord du Seahorse Spirit, l'équipe de recherche a commencé à documenter l'épave, les premières photographies prises par le ROV au petit matin du 10 janvier 2010 confirmant que l'épave est bien le Centaur. Les conditions pour documenter le navire-hôpital n'étaient pas optimales lors de la première plongée du ROV, et trois autres plongées ont été effectuées les 11 et 12 janvier. Au cours des quatre plongées, plus de 24 heures d'images ont été collectées, ainsi que de nombreuses photographies : les éléments identifiés au cours de l'opération comprennent le numéro d'identification de la Croix-Rouge, les marques du navire-hôpital et la cloche du navire. Le site de l'épave du Centaur a été marqué comme un tombeau de guerre et protégé par une zone d'exclusion de navigation en vertu de la loi de 1976 sur les épaves historiques.

## Mémoriaux

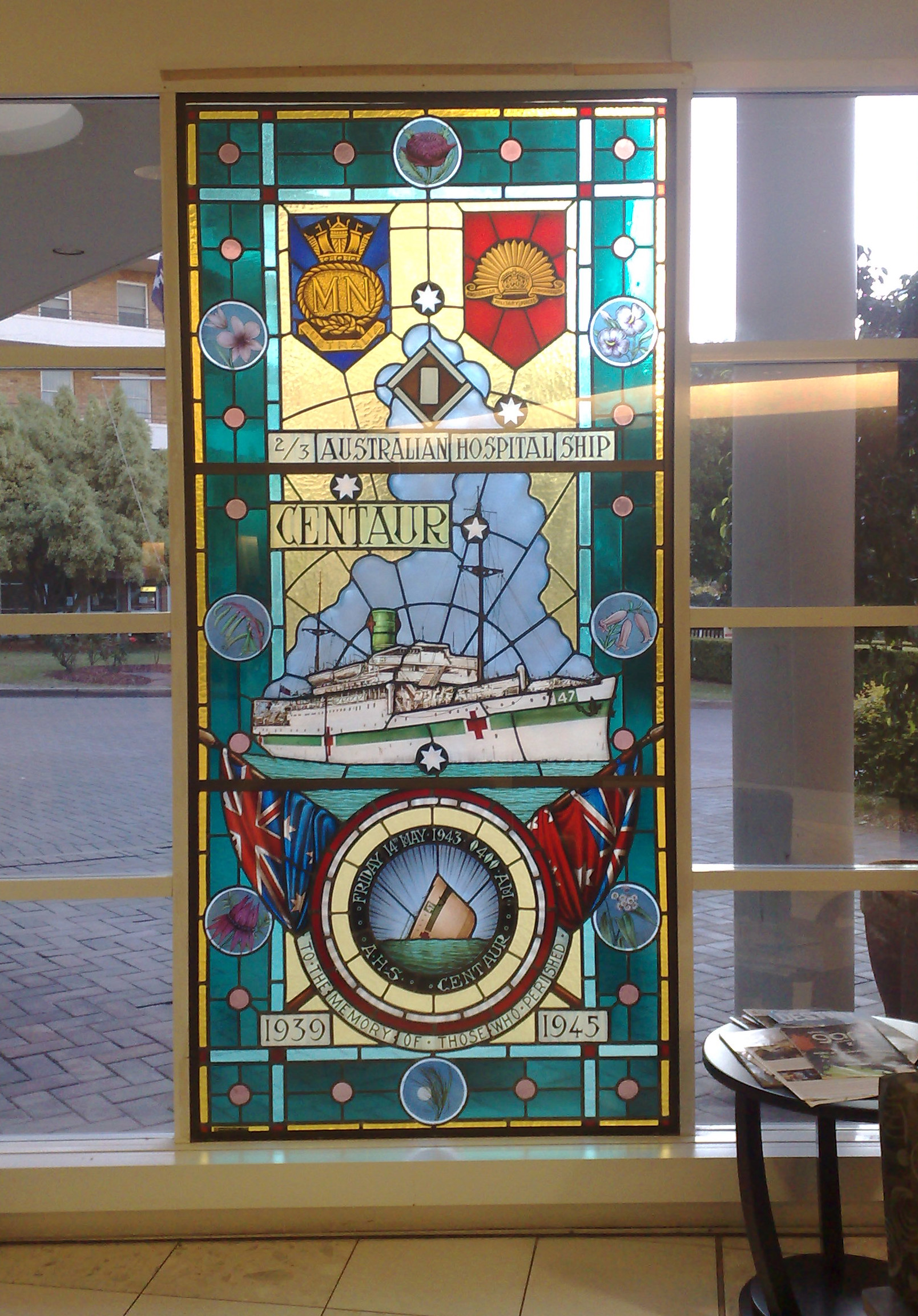
Vitrail représentant l' AHS Centaur à l'hôpital Concord Repatriation General

En 1948, les infirmières du Queensland créent le "Fonds commémoratif Centaur pour les infirmières" qui utilise l'argent recueilli pour acheter un établissement et le nommer "Centaur House" ; un centre de soutien des infirmières qui organise des réunions conviviales et fourni un hébergement bon marché pour les infirmières en banlieue. Le "Centaur Huouse" original a été vendu en 1971, et un nouveau bâtiment fut acheté et rebaptisé.
Le second "Centaur House" fut vendu en 1979 et, bien que le fonds existe toujours, il ne possède plus d'installation physique.
Le 15 septembre 1968, un cairn est dévoilé à Caloundra, et il fut érigé par le Rotary International Club local.
En 1990, un vitrail commémoratif représentant le Centaur avec une plaque énumérant les noms de ceux qui ont perdu dans l'attaque, fut installé à l'hôpital Concord Repatriation General (en), pour un coût de 16 000 dollars australien.
Une exposition sur le Centaur est installée au mémorial australien de la guerre.
La pièce maîtresse de l'exposition est un modèle réduit du Centaur présenté au mémorial par la Blue Funnel Line (en), et l'exposition comprend des éléments qui ont été donnés par les survivants, comme un gilet de sauvetage, une fusée de détresse, et un kit médical.
L'exposition fut enlevée en 1992 pour faire place à une exposition relative à la guerre du Viêt Nam.

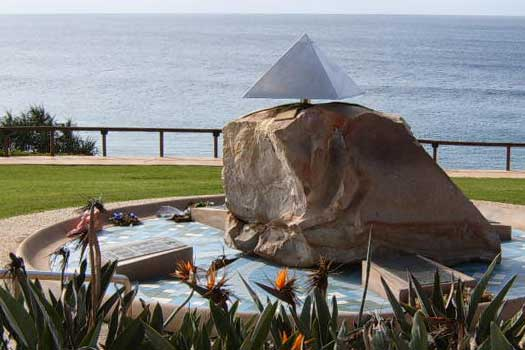
Mémorial de l'attaque du Centaur au Point Danger, à Coolangatta

Un mémorial dédié au Centaur est dévoilé au Point Danger (en), à Coolangatta le 14 mai 1993, pour le 50e anniversaire du naufrage. Il se compose d'une pierre monumentale surmontée d'un cairn, entouré de douves carrelée avec plaques commémoratives expliquant la commémoration. Le mémorial est entouré d'un parc avec une promenade, donnant sur la mer, et avec des plaques commémoratives pour les autres navires perdus de la marine marchande de la Royal Australian Navy pendant la Seconde Guerre mondiale. L'inauguration du monument a été effectuée par le ministre des anciens combattants, le sénateur John Faulkner.
Une plaque commémorative est posée, le 12 janvier 2010 sur la proue du Centaur, au cours de la quatrième et dernière plongée sur l'épave du navire-hôpital. Cet acte devait normalement être une violation de la loi sur les épaves historiques, mais une dispense spéciale permit la manœuvre.
Après la découverte de l'épave, un service commémoratif national eu lieu à la cathédrale St John (en), le 2 mars 2010 où plus de 600 personnes y ont assisté, y compris le Premier ministre australien Kevin Rudd. Une seconde cérémonie rassembla 300 proches du personnel du navire-hôpital à bord du HMAS Manoora (en) le 24 septembre 2010. L'office a eu lieu sur le site de l'épave où des couronnes de fleurs ont été déposées et les cendres de trois survivants furent dispersés.